# Озерний (Саранський міський округ)
Озе́рний (рос. Озёрный) — селище у складі Саранського міського округу Мордовії, Росія.

## Населення
Населення — 1556 осіб (2010; 1551 у 2002).
Національний склад (станом на 2002 рік):
- росіяни — 56 %